# New Kyo
New Kyo – wieś w Anglii, w hrabstwie Durham. Leży 14 km na północny zachód od miasta Durham i 387 km na północ od Londynu.